# Поле Айсулу
«Поле Айсулу» — радянський художній фільм 1977 року, знятий режисером Усенжаном Ібрагімовим на кіностудії «Киргизфільм».

## Сюжет
Айсулу Ахматова — бавовник-передовик. Чоловікові не подобається її популярність, він побиває її прямо в полі. Айсулу з донькою йде до батьків. Усі засуджують її. Тоді вона влаштовується працювати на цілісний колгосп. Її призначають бригадиром і доручають обробити кам'янисте поле. За рік на полі Айсулу перший урожай.

## У ролях
- Аїда Юнусова — Айсулу (дублювала Ліліана Альошникова)
- Бакен Кидикєєва — Ібрагімова (дублювала Ольга Маркіна)
- Баба Аннанов — Абдураїмов (дублював Олег Мокшанцев)
- Ануарбек Молдабеков — Касимов (дублював Юрій Саранцев)
- Латіфа Календерова — Єне, мати Айсулу (дублювала Валентина Бєляєва)
- Капар Медетбеков — батько Айсулу (дублював В. Прохоров)
- Бакірдін Алієв — Ікрам-аке (дублював Чеслав Сушкевич)
- Джамбул Худайбергенов — Сиргак (дублював Валентин Грачов)
- Алмаз Киргизбаєв — Джоробай
- Турсун Теміркулов — Умар
- Аліман Джангорозова — апа
- Чоробек Думанаєв — Малік
- Дюйшен Байтобетов — Санжар (дублював Рудольф Панков)
- Назіра Мамбетова — епізод
- А. Моноєв — епізод
- Т. Маймашев — епізод
- С. Ніязов — епізод
- А. Теміркулова — епізод

## Знімальна група
- Режисер — Усенжан Ібрагімов
- Сценаристи — Микола Коханов, Леонід Дядюченко
- Оператор — Олексій Кім
- Композитор — Таштан Ерматов
- Художник — Казбек Жусупов